# Eldfell
Eldfell – wulkan stożkowy o wysokości 279 metrów, położony na islandzkiej wyspie Heimaey w leżącym u południowych wybrzeży kraju archipelagu Vestmannaeyjar. Powstał 23 stycznia 1973 nieopodal miejscowości Heimaey w wyniku niespodziewanej erupcji.  W języku islandzkim nazwa wulkanu znaczy „ognista góra”.
Wybuch spowodował poważny kryzys na wyspie, nieomal doprowadzając do jej całkowitej ewakuacji. Pokrywający wyspę popiół wulkaniczny zniszczył wiele domów, a potok lawy zagroził odcięciem portu rybackiego, będącego głównym źródłem dochodu zajmujących się rybołówstwem mieszkańców. W wyniku natychmiastowych działań, polegających na chłodzeniu lawy pompowaną z morza wodą, udało się zapobiec zablokowaniu zatoki portowej.
Po ustaniu erupcji mieszkańcy wyspy wykorzystali energię pochodzącą z powoli stygnącej lawy do ogrzewania wody i generowania elektryczności. Wykorzystano również materiał piroklastyczny, który posłużył do powiększenia pasa startowego miejscowego lotniska oraz do wyrównania terenu przeznaczonego pod nowe osiedle mieszkaniowe liczące 200 domów.

## Przed erupcją
Islandia jest regionem o częstej aktywności wulkanicznej, wynikającej z położenia kraju po obu stronach Grzbietu Śródatlantyckiego, w miejscu styku przemieszczających się w przeciwnych kierunkach płyt tektonicznych Euroazjatyckiej i Północnoamerykańskiej (tzw. strefa spreadingu), oraz w pobliżu islandzkiej plamy gorąca, znacznie zwiększającej przejawy wulkanizmu na tym terenie. Szacuje się, że jedna trzecia bazaltowej lawy na świecie, która wypłynęła w czasach historycznych, została wytworzona podczas islandzkich erupcji.
Archipelag Vestmannaeyjar leży nieopodal południowych wybrzeży Islandii i składa się z kilku małych wysp, uformowanych przez erupcje w epoce holocenu. Największa z nich i jedyna zamieszkana, Heimaey, składa się także ze skał ukształtowanych w poprzedniej epoce plejstocenu. Najbardziej znanym punktem na Heimaey przed 1973 był sięgający 200 metrów n.p.m. stożek wulkaniczny Helgafell, powstały w wyniku erupcji około 5000 lat temu.
Archipelag Vestmannaeyjar został zasiedlony około 874 roku przez zbiegłych irlandzkich niewolników, należących do wikińskich osadników zamieszkujących Islandię. To właśnie oni nadali wyspie jej nazwę, oznaczającą tyle co "Irlandia leżąca na zachód od Skandynawii". Mimo problemów z ubogimi zasobami wody pitnej i ciągłego nękania przez piratów, wyspa Heimaey stała się najważniejszym ośrodkiem islandzkiego rybołówstwa, posiadając doskonale położoną naturalną przystań, jedną z nielicznych w południowej części kraju, zlokalizowaną w pobliżu bogatych łowisk.
Od momentu zasiedlenia wyspy nie odnotowano żadnej aktywności wulkanicznej ani na jej terenie, ani na pobliskich wyspach, aż do 1963, gdy na skutek trwającej cztery lata podmorskiej erupcji około 20 kilometrów na południowy zachód od Heimaey wyłoniła się na powierzchnię nowa wyspa nazwana Surtsey. Istnieje prawdopodobieństwo, że wcześniej dwukrotnie, w 1637 i 1896, miały miejsce w rejonie Heimaey erupcje podwodne. Naukowcy rozważali możliwość wzrostu aktywności wulkanicznej w archipelagu na skutek rozszerzania się na południe strefy ryftu przecinającego Islandię.
Ostatni wybuch wulkanu Eldfell miał miejsce w 1973 i od tego czasu pozostaje on w uśpieniu. W wyniku ostatniej aktywności wulkanicznej powierzchnia wyspy wzrosła o około 20%.

## Początki erupcji
21 stycznia 1973 około godziny 20:00 w okolicach Heimaey miała miejsce seria małych wstrząsów, na tyle słabych, że nieodczuwalnych dla mieszkańców. Stacja sejsmiczna, znajdująca się w odległości 60 kilometrów, zarejestrowała jednak sto dużych wstrząsów między godziną 1:00 a 3:00 22 stycznia. Trwały one aż do 11:00, lecz występowały w coraz większych odstępach czasu i ustały około godziny 23:00 tego samego dnia. Do godziny 1:34 następnego dnia zarejestrowano siedem wstrząsów, z których największy miał siłę 2,6 stopni w skali Richtera.
Na granicy płyt tektonicznych drobne wstrząsy są powszechnym zjawiskiem i nic nie wskazywało na to, że tym razem przepowiadają one erupcję wulkaniczną – jej początek był zatem niemal całkowitym zaskoczeniem. 23 stycznia około godziny 1:55 na wschodnim zboczu góry Helgafell otworzyła się szczelina, z której w kierunku wschodnim wypłynął strumień lawy o długości 1500 m. Miało to miejsce ledwie kilometr od centrum Heimaey i około 200 metrów na wschód od Kirkjubær, gdzie znajdował się wtedy kościół.
Szczelina gwałtownie powiększyła się do 2 kilometrów, przecinając wyspę na całej długości. Wystąpiła także aktywność podmorska na północnym i południowym krańcu szczeliny. Wzdłuż całej jej długości, sięgającej 3 km trysnęły widowiskowe strumienie lawy, ale po kilku godzinach aktywność skupiła się w jednym otworze, położonym około 800 m na północ od dawnego stożka wulkanicznego Helgafell, nieopodal wschodniego skraju miasta.
Podczas pierwszych dni erupcji ilość wyrzucanej lawy i materiału piroklastycznego szacowano na 100 metrów sześciennych na sekundę. W przeciągu dwóch dni potoki lawy utworzyły żużlowy stożek o wysokości 100 metrów. Pierwotnie nazwą wulkanu było Kirkjufell (Góra Kościelna), ze względu na bliskie położenie Kirkjubær, lecz nie została ona przyjęta przez oficjalny islandzki komitet ds. nazewnictwa miejsc. Nadał on wulkanowi nową nazwę Eldfell (Góra Ognia), mimo sprzeciwu mieszkańców.

## Ewakuacja
Już w pierwszych godzinach erupcji Islandzka Organizacja Obrony Cywilnej podjęła decyzję o ewakuacji całej ludności Heimaey, tym samym realizując przygotowany na wypadek takiej sytuacji plan. Ewakuacja była konieczna, ponieważ strumienie lawy płynęły już w kierunku wschodniej strony miasta, a cała wyspa zagrożona była intensywnym opadaniem popiołu.
Z powodu sztormu o sile około 12 stopni w skali Beauforta i trwających od kilku dni silnych opadów deszczu, niemal cała flota rybacka w liczbie około 60–70 jednostek znajdowała się w porcie, co znacznie pomogło w organizacji szybkiej ewakuacji. Mieszkańcy zostali ostrzeżeni o zagrożeniu dźwiękiem syren strażackich i zebrali się przed portem, zabierając ze sobą tylko rzeczy osobiste. Pierwsze łodzie odpłynęły do Þorlákshöfn około godziny 2:30, już w pół godziny od początku erupcji.
Większość ludzi opuściła wyspę w łodziach. Szczęśliwie strumienie lawy i emisja materiału piroklastycznego nie dotarły do pasa startowego na Heimaey, dzięki czemu wyspę mogły opuścić drogą lotniczą osoby niemogące podróżować drogą morską (głównie pacjenci szpitala oraz osoby starsze w liczbie około 300). Ewakuacja niemal wszystkich mieszkańców (5 300 ludzi) zajęła sześć godzin. Na wyspie pozostało od 200 do 300 osób, celem przeprowadzenia niezbędnych czynności i ocalenia mienia z zagrożonych domów. W związku z wyjątkową sytuacją, bydło, konie i owce zostały ubite. Akcja ratunkowa przebiegła nadzwyczaj sprawnie, głównie ze względu na dobrą pogodę, umożliwiającą bezproblemową żeglugę oraz loty samolotów. Nie zanotowano żadnych ofiar w ludziach.

## Zniszczenie domów i powstanie nowego lądu

Domy zasypane przez spadający popiół

Budynki znajdujące się w pobliżu szczeliny wkrótce po erupcji zostały zniszczone przez strumienie lawy i opadający materiał piroklastyczny. Po kilku dniach kierunek wiatru zmienił się na zachodni, powodując opadanie znacznych ilości popiołu na pozostałą część wyspy i w efekcie dalsze zniszczenia domów. Wiele spośród nich zawaliło się pod ciężarem popiołu i tylko dzięki grupie ochotników, którzy pracowali przy oczyszczaniu dachów i zabijaniu okien deskami, wiele domów udało się uratować. Do końca stycznia materiał piroklastyczny pokrył większość wyspy, osiągając w niektórych miejscach grubość 5 metrów. Poza zniszczeniami spowodowanymi przez spadający popiół, niektóre z domów spłonęły w wyniku pożarów wywołanych przez bomby wulkaniczne albo zostały pochłonięte przez strumienie lawy.
Do początku lutego emisja materiału piroklastycznego zmniejszyła się, jednak strumienie lawy zaczęły powodować poważne szkody. Podwodna aktywność na północ od szczeliny przerwała kabel energetyczny i wodociąg, które dostarczały energię elektryczną i wodę z Islandii. Lawa zaczęła wpływać do portu, co wywołało poważny niepokój – zniszczenie portu oznaczałoby bowiem upadek przemysłu rybackiego na Heimaey. Jako że udział Heimaey w rocznym połowie ryb w Islandii wynosił około 25%, miałoby to znaczący wpływ na gospodarkę kraju.
Strumienie lawy zmierzały w kierunku morza także po wschodniej stronie wyspy, tworząc tam nowy ląd, który ostatecznie zajął powierzchnię 2 km². Lawa zniszczyła również kilkaset domów, wpływając do wschodniej części miasta. Strumienie miały postać grubej i bryłowatej lawy aa (z islandzkiego: apalhraun). Lawa przykryła ziemię na głębokość 40, a miejscami nawet 100 metrów. W późniejszym stadium erupcji napływ lawy zniszczył fabrykę przetwórstwa rybnego, a także uszkodził dwie inne fabryki i zburzył tamtejszą elektrownię.
Pomimo bliskości miasta i wielkich zniszczeń, wybuch pochłonął tylko jedną ofiarę śmiertelną. Był nią mężczyzna, który włamał się do apteki celem zdobycia leków i udusił się toksycznymi oparami. Dwutlenek węgla oraz niewielkie ilości trujących gazów zbierały się w wielu budynkach częściowo zasypanych wyrzuconymi materiałami piroklastycznymi i wchodząc do nich, kilkoro ludzi doznało zatrucia.
Próby zmniejszenia niebezpieczeństw stwarzanych przez nagromadzony trujący gaz obejmowały budowę wielkiego muru z materiału piroklastycznego, mającego kierować gazy z dala od miasta oraz kopanie rowu umożliwiającego odpływ dwutlenku węgla. Metody te nie odniosły w pełni oczekiwanego skutku, ponieważ opierały się na założeniu, że gazy uwalniają się przy kraterze i stamtąd opadają w stronę miasta. Uważa się, że przynajmniej część dwutlenku węgla powstała w głębi kanału lawowego i przesączyła się przez pokłady starszych skał wulkanicznych prosto do miasta.

## Operacje chłodzenia lawy

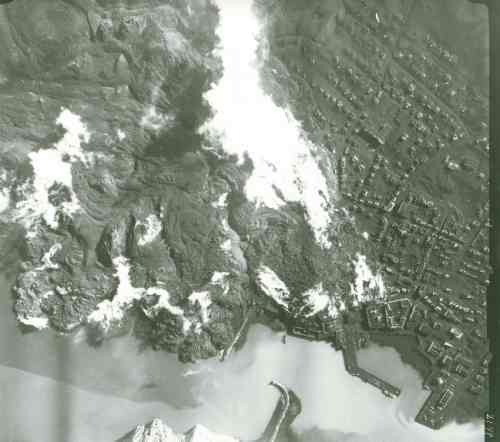
Para unosi się nad miejscami, gdzie do chłodzenia lawy użyta została woda morska

Największym zagrożeniem dla miasta była możliwość odcięcia go od portu przez potoki lawy. Jeden z planów na wypadek zamknięcia dostępu do zatoki portowej uwzględniał przebicie się przez niski piaszczysty cypel na północy wyspy, w celu zapewnienia alternatywnego dojścia do portu. Żywiono jednak nadzieję, że gdyby udało się spowolnić potok lawy, nie będzie to konieczne. Wcześniej w podobnych sytuacjach do chłodzenia lawy na Hawajach i na Etnie używano wody, jednak były to operacje na małą skalę i o umiarkowanym skutku. Mimo to, Páll Zóphóníasson obliczył, że studzenie lawy poprzez obfite spryskiwanie jej wodą morską będzie względnie prostym zabiegiem.
Pierwszą próbę spowolnienia napływu lawy poprzez polewanie czoła wodą morską podjęto 7 lutego i pomimo małej ilości pompowanej wody (100 litrów na sekundę), działanie przynosiło widoczne efekty. Chłodzenie lawy wodą było powolne, ale bardzo wydajne. W tym czasie prawie cała użyta woda zamieniała się w parę. Gdy stwierdzono, że metoda ta przynosi efekty, zwiększono wysiłki skierowane ku zatrzymaniu wycieków lawy.
Na początku marca, gdy odłamał się duży fragment ściany krateru ze szczytu Eldfell, a płynąca lawa zaczęła nieść go ku przystani, zwiększono ilość pompowanej wody. Bryła ta, nazwana Flakkarinn (Wędrowiec), mogłaby poważnie zagrozić działaniu portu, gdyby do niego dotarła. W celu zapobieżenia posuwaniu się bryły naprzód, 1 marca sprowadzono pogłębiarkę Sandey. W czasie akcji profesor Sigurgeirsson wskazał obsłudze pomp miejsca, w których należy skupić działania, by najskuteczniej zatrzymać wycieki lawy. Ostatecznie Wędrowiec rozpadł się na dwie części, z których obie zatrzymały się w odległości około 100 metrów od wyjścia z portu.
Dalsze działania mające na celu studzenie lawy były najbardziej ambitnymi spośród kiedykolwiek dotąd podjętych. Sandey był w stanie pompować do 400 litrów wody na sekundę w stronę napływającej lawy. W celu maksymalnego zwiększenia wydajności rozłożono na chłodzonej powierzchni sieć rur rozprowadzających morską wodę. Drewniane podpory podtrzymujące rury zapalały się w miejscach, gdzie lawa była najgorętsza, topiły się nawet podpory wykonane z aluminium, jednak same rury chroniła przed stopieniem płynąca w nich zimna woda. Jednocześnie można było chłodzić nawet 1,2 ha lawy. W potoku powstawały dzięki temu wewnętrzne bariery, które twardniejąc zatrzymywały na sobie kolejne warstwy.

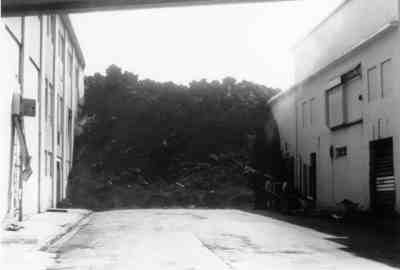
Wyciek lawy prawie 4 miesiące po tym jak przestała wpływać w ulicę – 23 lipca 1973

Kładzenie rur nad gorącą lawą było bardzo niebezpieczne. Widoczność mocno ograniczała emisja dużej ilości pary wodnej. Rozgarniając materiał piroklastyczny przy pomocy buldożerów, tworzono prowizoryczne dojścia do czoła lawy, lecz szybko stawały się one nierówne i przemieszczały się o kilka metrów dziennie. Ekipy kładące rury posługiwały się buldożerami i komunikowały się przez krótkofalówki, by posuwać się przez kłęby pary i układać kolejne rury. Pracownikom, którzy nazywali siebie oddziałem samobójczym, udało się ułożyć rury aż 130 metrów w głąb od czoła potoku, ponad napływającą lawą. Mimo że kilku członków ekipy doznało lekkich poparzeń, nikt nie odniósł większych obrażeń.
Do końca marca jedna piąta miasta została pochłonięta przez napływającą lawę i konieczne było zwiększenie wydajności jej chłodzenia poprzez pompowanie wody. Ze Stanów Zjednoczonych sprowadzono w tym celu trzydzieści dwie pompy, każda o wydajności sięgającej 1000 litrów na sekundę. Po tym jak pompy te wspomogły studzenie, napływ lawy został znacznie spowolniony i ostatecznie zatrzymany. Po kilku tygodniach wystąpił problem z wałami pomp, prawdopodobnie spowodowany tym, że urządzenia te były zaprojektowane do pompowania ropy naftowej, a nie wody. Na miejsce sprowadzono nowe, ulepszone wały, wyprodukowane w Reykjavíku.
Zauważalną pozostałością po operacji studzenia lawy wodą morską była wielka ilość soli, zgromadzona na powierzchni lawy po odparowaniu wody. Duże obszary wypływu zostały pokryte białą warstwą, a całkowitą ilość powstałej w ten sposób soli szacuje się na około 220 000 ton.
Informacje o erupcji trafiły na pierwsze strony gazet na całym świecie, a na miejscu od razu pojawiły się islandzkie ekipy dziennikarskie. W Europie wydarzenie to było relacjonowane na równi z wydarzeniami takiej rangi jak rozmowy pokojowe w Paryżu, kończące wojnę wietnamską. Próby powstrzymania lawy przez mieszkańców były opisywane w czasopismach, takich jak National Geographic (np. Volcano overwhelms an Icelandic village, 1973). Zwiększone zainteresowanie mediów wyspą doprowadziło do późniejszego rozwoju turystyki na jej terenie.

## Koniec erupcji

Ilustracja zmian na Heimaey spowodowanych wybuchem Eldfell

Po kilku pierwszych dniach tempo emisji lawy stale malało. Początkowa ilość 100 metrów sześciennych na sekundę do 8 lutego spadła do 60 m³/s, a w pierwszej połowie marca  do 10 m³/s. Następnie tempo zmniejszało się wolniej, ale w połowie kwietnia skala wypływu spadła już do około 5 m³/s.
26 maja kuter rybacki wykrył jeszcze krótkotrwałą aktywność podmorską około 4 km na północny wschód od Heimaey, kilometr od brzegu Islandii. Erupcja ostatecznie ustała na początku lipca, gdy nie obserwowano już wypływów lawy na powierzchnię, choć przez kilka kolejnych dni prawdopodobnie wciąż występowały wypływy podpowierzchniowe.  Na krótko przed końcem erupcji nachyleniomierz umieszczony 1150 metrów od krateru, mierzący odkształcenie gruntu podczas aktywności wulkanu, wykazał osiadanie w stronę krateru. Wskazywało to na opróżnianie się płytkiej komory magmowej zasilającej erupcję.
Całkowitą ilość wyrzuconej lawy i materiału piroklastycznego podczas pięciomiesięcznej aktywności  oszacowano na 0,25 kilometra sześciennego. W wyniku tego powierzchnia wyspy zwiększyła się o około 2,5 km², co stanowi wzrost o około 20% względem dawnej powierzchni. Ostatecznie wyjście z portu zostało znacznie zwężone, ale nie zamknięte, a nowy ląd utworzony z lawy w istocie spełnia funkcję falochronu i zapewnia lepsze schronienie dla statków. Flakkarinn był niesiony w potoku lawy kilkaset metrów w stronę portu, ale zatrzymał się z dala od brzegu morza.

## Heimaey po erupcji

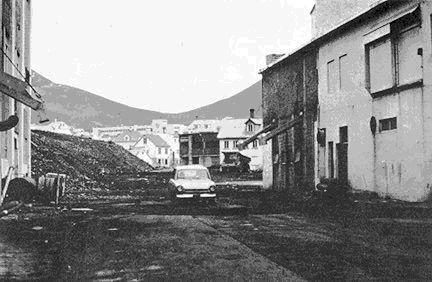
Ulica oczyszczona z lawy

Ze względu na niską przewodność cieplną skał, pod skorupą zastygłej lawy przez wiele lat może utrzymywać się temperatura rzędu setek stopni. Po zakończeniu erupcji naukowcy ocenili, czy jest możliwe pozyskiwanie ciepła ze stygnącej powoli lawy. Wkrótce opracowano eksperymentalny system, do którego w 1974 podłączono pierwszy dom. Program rozwinięto na kilka kolejnych domów oraz szpital, a w 1979 rozpoczęto budowę czterech większych instalacji do pozyskiwania ciepła. Każda z nich zbierała energię z obszaru kwadratu o boku 100 m, poprzez przesączanie wody w gorące miejsca i gromadzenie powstałej pary wodnej. Moc uzyskiwana przez instalacje sięgała 40 MW, a dodatkowo do prawie każdego domu na wyspie dostarczano otrzymywaną przy okazji ciepłą wodę.

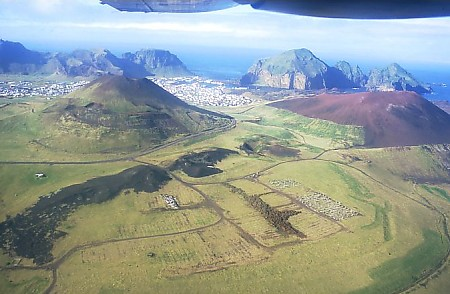
Helgafell (po lewej) i Eldfell (po prawej)
Wyraźnie widoczna linia szczeliny z 1973 na południe od Eldfell

Obfita ilość materiału piroklastycznego powstałego w wyniku erupcji została użyta do powiększenia pasów startowych miejscowego małego lotniska, a także jako podstawa pod budowę 200 nowych domów. Do połowy 1974 około 50% dawnej populacji powróciło na wyspę, a do marca 1975 – około 80%. Koszty regeneracji i odbudowy Heimaey zostały pokryte przez wszystkich Islandczyków poprzez celowy podatek obrotowy oraz z pomocy międzynarodowej, wynoszącej w sumie 2,1 miliona dolarów, pochodzącej głównie z Danii, ale przy istotnym udziale Stanów Zjednoczonych i kilku organizacji międzynarodowych. Dzięki nowo utworzonemu z lawy falochronowi osłaniającemu przystań przemysł rybacki ponownie się ożywił i obecnie wyspa pozostaje najbardziej znaczącym ośrodkiem rybołówstwa w kraju.
Do chwili zakończenia erupcji Eldfell osiągnął wysokość około 220 metrów nad poziomem morza. Od tego czasu jego wysokość zmniejszyła się o 18–20 metrów z powodu osunięć i kompresji żwirowatego materiału oraz erozji spowodowanej wiatrem. Mieszkańcy wyspy obsiali trawą dolne części nieosłoniętych zbocz, w celu ich ustabilizowania i zapobieżenia dalszej erozji. Przewiduje się, że ostatecznie większa część wulkanu pokryje się trawą, tak jak sąsiedni wulkan Helgafell.